# Leinsaat-Tonne
Die Leinsaat-Tonne war ein Volumenmaß in Preußen. Das Maß unterlag recht wenigen Änderungen.
- 1 Leinsaat-Tonne = 6522,8 Pariser Kubikzoll = 129,39 Liter
- 24 Leinsaat-Tonnen = 56 ½ Scheffel (Preußen)